# Vracov
Vracov (německy Wratzow, historicky také Pracov) je město v okrese Hodonín v Jihomoravském kraji. Leží osm kilometrů jihovýchodně od Kyjova. Žije zde přibližně 4 500 obyvatel. Jedná se o vinařské město ve vinařské oblasti Morava, podoblasti Slovácké (viniční tratě Kopec, Klínky, Vinohrady u Panny Marie, Hliníky u Křivolánu, Hory). Sousedními obcemi sídla jsou Vlkoš, Těmice, Strážnice, Skoronice, Ratíškovice, Rohatec, Ježov, Kelčany, Žeravice, Žádovice, Vacenovice, Bzenec a Petrov.

## Název
Název původní vesnice byl odvozen od osobního jména Vrac (což byla domácká podoba některého jména začínajícího na Vrati-, např. Vratislav, Vratimír apod.) a znamenalo "Vracův majetek".

## Historie

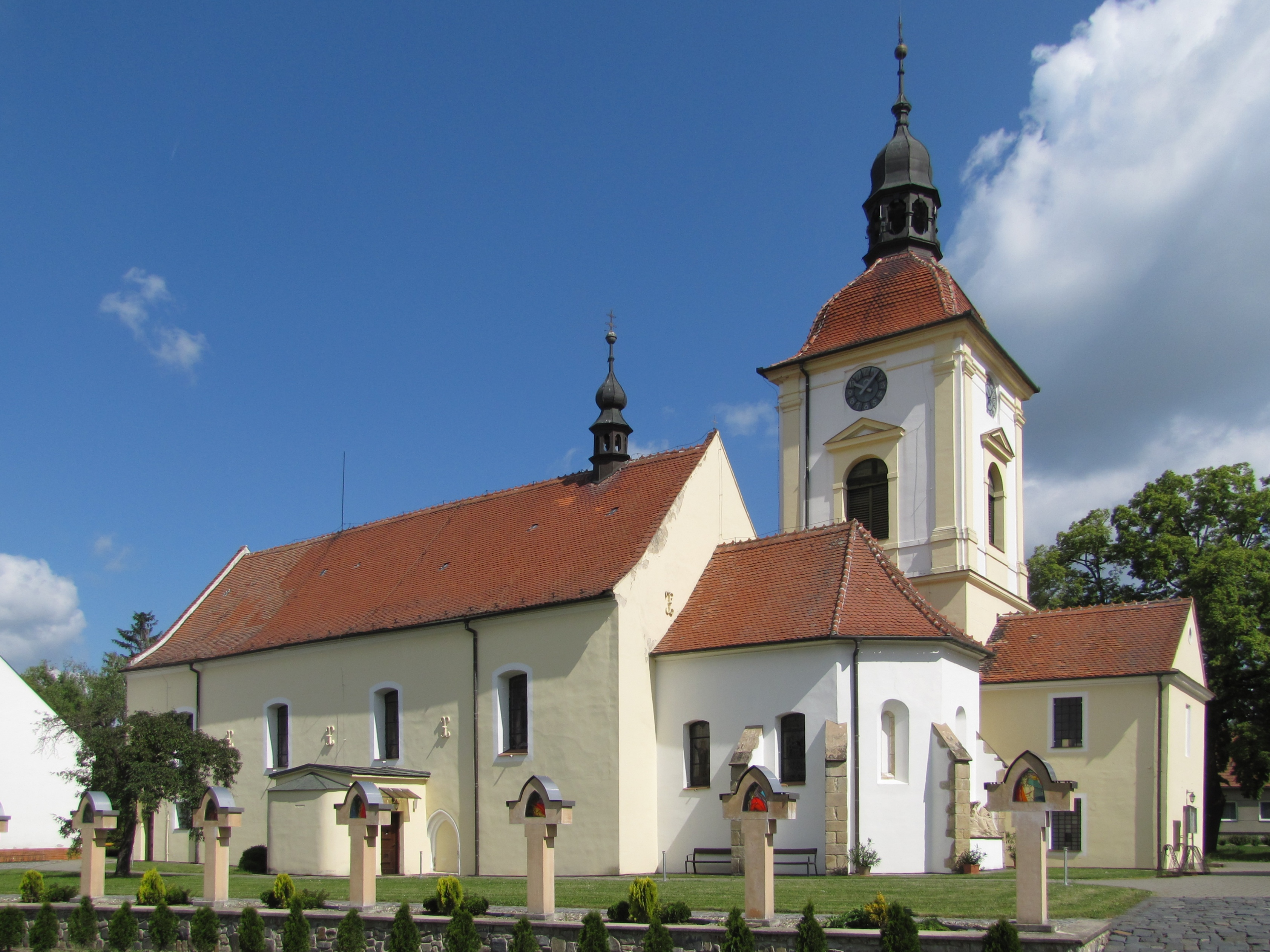
Kostel sv. Vavřince

První písemná zmínka o osadě na místě nynějšího města pochází z roku 1201. Mezi lety 1230 a 1240 nechala královna Konstancie, manželka Přemysla Otakara I., vybudovat kostel sv. Vavřince na nově vytyčeném náměstí. Ve 13. století Vracov byl důležitým lokálním centrem, kam byly z Břeclavi přestěhovány i krajské úřady, a břeclavský kraj se po několik desetiletí nazýval krajem vracovským (pracovským). Od roku 1274 je Vracov nazýván městečkem. Význam obce začal klesat na přelomu 13. a 14. století, kdy okolo nově založeného hradu vzniklo městečko Bzenec. Krajské úřady se přesunuly do Bzence (a později do Uherského Hradiště), a v roce 1335 byl Vracov přičleněn k bzeneckému panství. 
V roce 1518 obdržel Vracov právo várečné a od té doby se nazývá městysem. Urbář z roku 1604 obsahuje řadu podrobností o městě, např. výši odváděných poplatků z pozemků a vinic (130 rýnských). Urbář také uvádí několik příjmení, jež se ve městě vyskytují i začátkem 21. století – Mívalt, Nikl nebo Repík. Během třicetileté války přišel Vracov o značnou část populace. V druhé polovině 17. století tak došlo k nové kolonizaci a přírůstku obyvatel, z poloviny německé národnosti. 1. ledna 1967 byl Vracov povýšen na město.

## Obyvatelstvo

### Vývoj počtu obyvatel
Roku 1656 měl Vracov 114 domů a 740 obyvatel, v roce 2011 zde žilo 4 484 obyvatel v 1 565 domech.
| Rok  | Domů | Obyvatel |
| ---- | ---- | -------- |
| 1620 | 134  | 870      |
| 1656 | 114  | 740      |
| 1670 | 119  | 770      |
| 1790 | 302  | 1 499    |
| 1834 | 404  | 2 014    |
| 1860 | 524  | 2 574    |

| Rok            | 1869  | 1880  | 1890  | 1900  | 1910  | 1921  | 1930  | 1950  | 1961  | 1970  | 1980  | 1991  | 2001  | 2011  | 2021  |
| -------------- | ----- | ----- | ----- | ----- | ----- | ----- | ----- | ----- | ----- | ----- | ----- | ----- | ----- | ----- | ----- |
| Počet obyvatel | 2 574 | 2 999 | 3 363 | 3 594 | 3 922 | 3 825 | 4 002 | 3 993 | 4 335 | 4 158 | 4 296 | 4 384 | 4 531 | 4 484 | 4 399 |
| Počet domů     | 524   | 592   | 637   | 691   | 752   | 781   | 964   | 1 105 | 1 139 | 1 169 | 1 244 | 1 460 | 1 510 | 1 565 | 1 589 |

### Struktura populace
Podle sčítání v roce 2011 žilo ve městě 2 163 mužů a 2 321 žen, tj. v procentech 48% ku 52%. Naprostá většina obyvatel se hlásila k české nebo moravské národnosti, případně národnost neuvedla; nejpočetnější národnostní menšinou byli Slováci v počtu 36 lidí. Asi čtvrtina populace, 1 067 lidí, se přihlásila k náboženské víře. Z toho většinu, 902 lidí, tvořili římští katolíci. Římskokatolická farnost je součástí kyjovského děkanátu. Ze 2 208 ekonomicky aktivních obyvatel jich 666 uvedlo, že dojíždí do zaměstnání do jiné obce.

## Městská správa

### Obecní symboly
Znak města je historický, vlajka byla městu udělena rozhodnutím předsedy Poslanecké sněmovny Parlamentu České republiky dne 5. března 2015.

## Pamětihodnosti

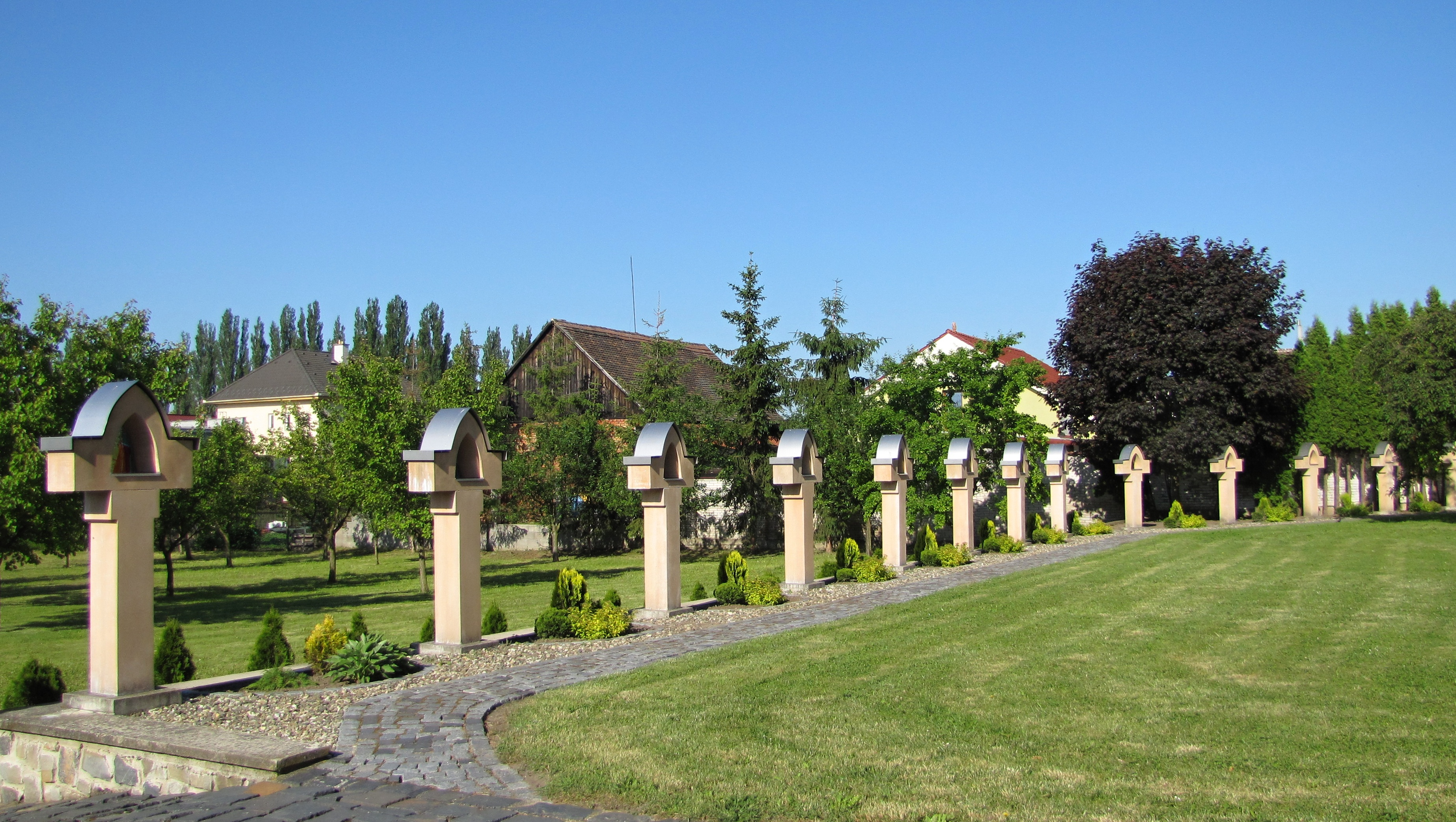
Křížová cesta

- Kostel svatého Vavřince – raně gotická stavba ve stylu burgundsko-cisterciácké architektury. V původním stavu se dochoval jeho presbytář z roku 1240. V 18. století došlo k barokní přestavbě kostela. Jeho sochařská výzdoba pochází z dílny Ondřeje Schweigla.
- Křížová cesta z roku 2004 se skleněnými vitrážemi a sochou Krista u kostela sv. Vavřince
- Radnice postavená v letech 1948–1950 podle návrhu architekta Jiřího Jeřábka. Nad balkonem v prvním patře je barevné sgrafito „Svatební veselí“ od akademického malíře Rudolfa Gajdoše z roku 1950.
- Stará ulice – nejstarší část města (1604)
- Baráky – skupina domů ze 16.–17. století
- Habánské vinné sklepy
- Husův sbor, kostel Církve československé husitské v Okružní ulici
- Několik kamenných křížů v různých částech obce

Ve městě se nachází zahradní železnice vybudovaná Zdeňkem Išem. Její součástí je elektrická lokomotiva řady 362 zvaná „Eso“, dále motorový vůz řady 810 a čtyřnápravová posunovací lokomotiva.

## Kultura

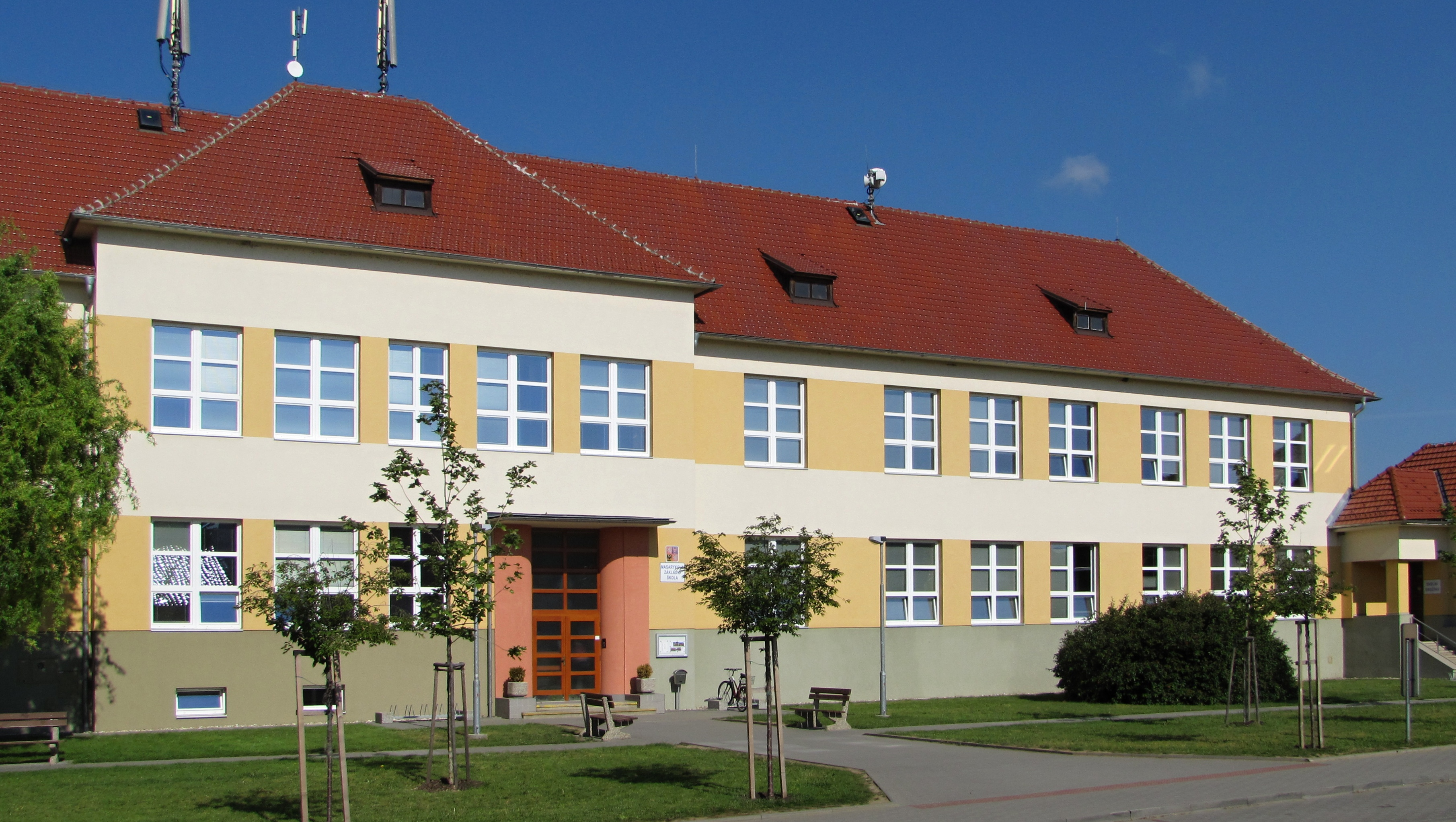
Základní škola

Ve městě působí několik folklórních souborů a hudebních skupin. V roce 1976 byl založen folklórní soubor Marýnka. Dalším folklórním souborem je od roku 1980 Lipina, a její dětský soubor Lipinka. Nejmladším folklórním sdružením je od roku 2005 soubor písní a tanců Vracovjan. Působí zde i dechová hudba Vracovjáci.
Každoročně třetí říjnový víkend se ve městě konají tradiční krojované císařské hody „s věncem a káčerem“. Počtem krojovaných (660 v roce 2012) jde o největší hody v České republice. V hodovém průvodu 17. října 2015 byl 566 účastníky ustanoven oficiální český rekord v počtu krojovaných v jedné obci.
Vznik vracovského kroje se datuje na konec 17. století. Nejstarší popis vracovského kroje zanechal Jiří Demscher a je datován ve Bzenci 14. června 1836. Novější popis pochází z roku 1889 a je doložen také fotografií. O jeho vznik se zasloužil profesor Josef Klvaňa, který působil od roku 1899 jako ředitel gymnázia v Kyjově.

## Občanská vybavenost

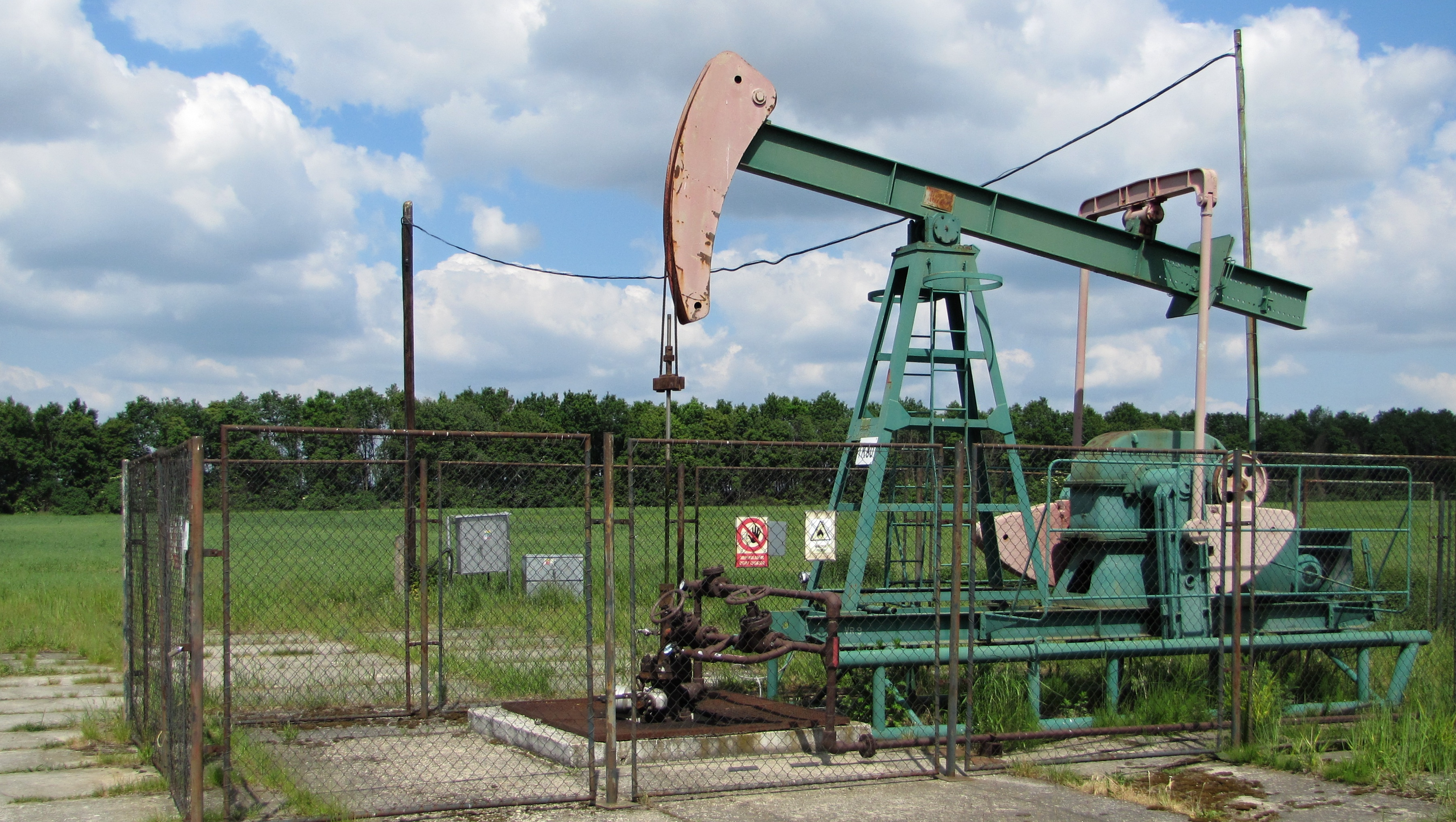
Těžba ropy

Ve městě se nachází státní mateřská škola, základní škola prvního i druhého stupně, a základní umělecká škola. V bývalé budově školy na náměstí sídlí městská knihovna a informační centrum. Část budovy radnice slouží pobočce České pošty, v jejím dvorním traktu jsou ordinace praktických a zubních lékařů. Kulturní dům s divadelním a estrádním sálem. Kino není vybaveno digitální promítací technikou a je tak bez pravidelného programu. Sportovní areál na jihovýchodě města s tenisovými kurty a fotbalovým hřištěm klubu FC Vracov. Mládežnický fotbal zde hraje FKM Morava, společné družstvo FC Vracov a TJ Sokol Vlkoš. Veřejné koupaliště se dvěma bazény na severozápadě.

## Osobnosti
- Josef Čajka (1919–2009), vysokoškolský pedagog, odborník v oblasti teorie obvodů
- Jan Dungel (* 1951), přírodovědec, malíř, grafik a ilustrátor
- Tomáš Kořínek, operní zpěvák
- František Mezihorák (* 1937), historik, senátor, děkan Pedagogické fakulty Univerzity Palackého
- Filip Prechtl, houslista, zakladatel skupiny Cimballica
- Josef Somr (1934–2022), herec
- Karl Teller (1888–1944), spisovatel, středoškolský pedagog[16]

## Okolí

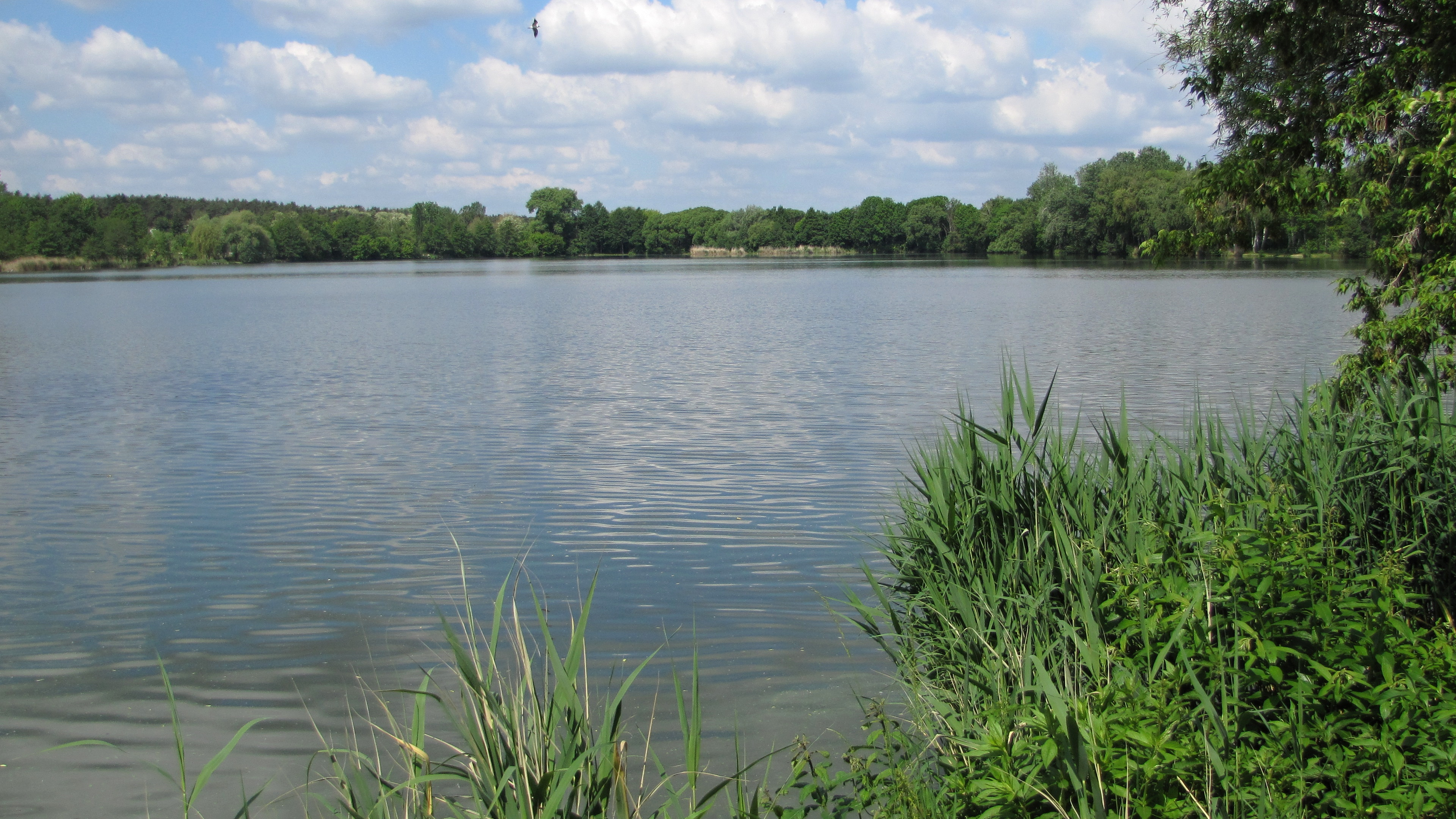
Rybník

Vracov leží na severní hranici lesní oblasti Doubrava, zvané též Moravská Sahara. Sousedí s obcemi Bzenec, Vlkoš a Vacenovice. Na severozápadě je rybník, vzniklý zaplavením naleziště rašeliny. Městem protéká Vracovský potok.

## Dopravní spojení
Městem prochází silnice I/54. Železniční stanice Vracov leží na trati 340, spojující Brno a Uherské Hradiště. V roce 2017 zde zastavovaly všechny osobní vlaky a většina spěšných. Spojení s okolními obcemi je zajišťováno také autobusy.
Město leží v zóně 685 integrovaného systému Jihomoravského kraje IDS JMK.